# Andranombory
Andranombory is een plaats en commune in het zuiden van Madagaskar, behorend tot het district Tôlanaro, dat gelegen is in de regio Anosy. Tijdens een volkstelling in 2001 telde de plaats ongeveer 5000 inwoners.
De plaats biedt enkel lager onderwijs aan. 40% is landbouwer en 10% houdt zich bezig met veeteelt. Met name wordt er mais en tabak verbouwd, maar er komen ook zoete aardappelen en cassave voor. 6% van de bevolking is werkzaam in de dienstensector en 38% is werkzaam in de visserij.